# Urs Müller-Plantenberg
Urs Müller-Plantenberg (* 28. Februar 1937 in Marienburg, Westpreußen) ist ein deutscher Soziologe und Hochschullehrer. Von 2004 bis 2007 war er Professor für Lateinamerikanistik an der Universität Warschau.

## Leben
Müller-Plantenberg besuchte in den Jahren 1943 bis 1947 die Volksschule in Marienburg und nach der Flucht gegen Ende des Zweiten Weltkriegs im Zuge der Ostpreußischen Operation durch die Rote Armee in Weißenfels an der Saale. Von 1947 bis 1956 besuchte er das Friedrichsgymnasium in Kassel. Er studierte zunächst Physik und Politik in Marburg, von 1957 bis 1964 dann Mathematik, Geschichte und Soziologie an der FU Berlin. Im Jahr 1964 absolvierte er das Staatsexamen für das Amt des Studienrates in Mathematik und Geschichte. Anschließend war er in den Jahren 1964 bis 1968 Assistent am Max-Planck-Institut für Bildungsforschung in Berlin.
In den 1960er Jahren war Urs Müller-Plantenberg Mitglied des SDS; im Jahr 1965 wurde er aus der SPD ausgeschlossen. Weiterhin war er Mitglied des Republikanischen Clubs. Im Jahr 1970 promovierte Müller-Plantenberg mit einer Arbeit über die Deutsche Freisinnige Partei nach dem Sturz Bismarcks an der FU Berlin im Fach Geschichte. In den Jahren 1971 bis 2002 war er anschließend Wissenschaftliche Angestellter am Lateinamerika-Institut der Freien Universität Berlin, unterbrochen von Gastprofessuren etwa in Chile und Bielefeld.
Im Jahr 1973 war er Mitgründer der „Chile-Nachrichten“, ab 1978 Lateinamerika Nachrichten, wo er lange Zeit Redakteur war. Im Jahr 1974 war er ebenfalls Mitgründer des Forschungs- und Dokumentationszentrums Chile-Lateinamerika (FDCL). Sowohl die Lateinamerika Nachrichten als auch das FDCL haben ihren Sitz im Berliner Mehringhof.
Im Jahr 1981 habilitiert er sich in Soziologie an der FU Berlin.
Nach seiner Pensionierung von der FU Berlin war er in den Jahren 2004 bis 2007 Professor für Soziologie am Centrum Studiów Latynoamerykanskich (CESLA, Zentrum für Lateinamerika-Studien) der Universität Warschau. Müller-Plantenberg hat zahlreiche Publikationen zur Politik und Soziologie Lateinamerikas verfasst und ediert.
Seit dem Jahr 1966 ist Urs Müller-Plantenberg mit der Lateinamerikanistin Clarita Müller-Plantenberg verheiratet. Der Ehe entstammen zwei Kinder. Das Ehepaar wohnt in Berlin-Friedenau.

## Mitgliedschaften und Tätigkeiten als Editor
- seit 1975 Mitglied der Arbeitsgemeinschaft Deutsche Lateinamerikaforschung (ADLAF)
- 1977 bis 2005 Mitherausgeber der Jahrbuchreihe „Lateinamerika – Analysen und Berichte“,
- 1977 bis 1999 Mitgründer und Mitglied der Gesellschaft für entwicklungspolitische Bildung (GEB),
- Mitglied der Beiräte von Attac,[2] Prokla und Adam-von-Trott-Stiftung
- 1998 bis 2004 Mitglied im Aufsichtsrat der taz-Genossenschaft